# Brachinus
Genre
Brachinus est un genre d’insectes coléoptères de la famille des carabidés.

## Caractéristique
Les Brachinus sont des bombardiers, c'est-à-dire des insectes ayant la capacité de projeter (à plusieurs reprises parfois) bruyamment sur leurs prédateurs (fourmis…) un liquide et/ou aérosol corrosif et chaud (aux environs de 100 °C) ; mélange d'hydroquinones et de peroxyde d'hydrogène. Quand les individus de l'espèce asiatique Pheropsophus jessoensis sont brutalement avalés par un prédateur (crapaud par exemple). Ce dernier est souvent obligé de les recracher après que l'insecte a projeté son liquide dans l'estomac du prédateur. Lors d'une expérimentation faite avec deux espèces de crapauds asiatiques (Bufo japonicus et B. torrenticola) 43 % des carabidés attrapés par les crapauds ont été vomis peu après avoir été avalés et pour certains ont survécu (malgré un bain de plusieurs dizaines de minutes dans le suc digestif du crapaud). Quelques espèces d'amphibiens (ex : Rhinella marina semblent immunisés contre cette défense thermo-chimique.

## Espèces en Europe moyenne
- Brachinus crepitans (Linnaeus 1758) - le bombardier commun ;
- Brachinus explodens Duftschmid 1812 ;
- Brachinus ganglbaueri Apfelbeck 1904 ;
- Brachinus sclopeta (Fabricius 1792).

## Liste d'espèces
Selon ITIS (3 juil. 2012) :
- Brachinus aabaaba Erwin ;
- Brachinus adustipennis Erwin ;
- Brachinus aeger Chaudoir ;
- Brachinus alexiguus Erwin ;
- Brachinus alternans Dejean ;
- Brachinus americanus Leconte ;
- Brachinus arboreus Chevrolat ;
- Brachinus azureipennis Chaudoir ;
- Brachinus bilineatus Laporte ;
- Brachinus brunneus Laporte ;
- Brachinus capnicus Erwin ;
- Brachinus chalchihuitlicue Erwin ;
- Brachinus chirriador Erwin ;
- Brachinus cibolensis Erwin ;
- Brachinus cinctipennis Chevrolat ;
- Brachinus conformis Dejean ;
- Brachinus consanguineus Chaudoir ;
- Brachinus cordicollis Dejean ;
- Brachinus costipennis Motschulsky ;
- Brachinus cyanipennis Say ;
- Brachinus cyanochroaticus Erwin ;
- Brachinus elongatulus Chaudoir ;
- Brachinus explosus Erwin ;
- Brachinus favicollis Erwin ;
- Brachinus fulminatus Erwin ;
- Brachinus fumans Fabricius ;
- Brachinus galactoderus Erwin ;
- Brachinus gebhardis Erwin ;
- Brachinus geniculatus Dejean ;
- Brachinus grandis Brulle ;
- Brachinus hirsutus Bates ;
- Brachinus ichabodopsis Erwin ;
- Brachinus imperialensis Erwin ;
- Brachinus imporcitis Erwin ;
- Brachinus janthinipennis Dejean ;
- Brachinus javalinopsis Erwin ;
- Brachinus kansanus Leconte ;
- Brachinus kavanaughi Erwin ;
- Brachinus lateralis Dejean ;
- Brachinus medius Harris ;
- Brachinus melanarthrus Chaudoir ;
- Brachinus mexicanus Dejean ;
- Brachinus microamericanus Erwin ;
- Brachinus mobilis Erwin ;
- Brachinus neglectus Leconte ;
- Brachinus oaxacensis Erwin ;
- Brachinus ovipennis Leconte ;
- Brachinus oxygonus Chaudoir ;
- Brachinus pallidus Erwin ;
- Brachinus patruelis Leconte ;
- Brachinus perplexus Dejean ;
- Brachinus phaeocerus Chaudoir ;
- Brachinus puberulus Chaudoir ;
- Brachinus quadrepennis Dejean ;
- Brachinus rugipennis Chaudoir ;
- Brachinus sallei Chaudoir ;
- Brachinus sublaevis Chaudoir ;
- Brachinus tenuicollis Leconte ;
- Brachinus texanus Chaudoir ;
- Brachinus velutinus Erwin ;
- Brachinus viridipennis Dejean ;
- Brachinus vulcanoides Erwin.